# Zblochan
Zblochan (Glyceria) je rod trav, tedy rostlin z čeledi lipnicovitých (Poaceae). Jedná se o vytrvalé byliny, převážně lysé. Jsou výběžkaté nebo trsnaté nebo poléhavé. Stébla dorůstají výšek 25–200 cm. Listy jsou ploché nebo složené, úzké nebo široké (1,5–18 mm), na vnější straně listu se při bázi nachází jazýček. Květy jsou v kláscích, které tvoří latu, vzácně pouze jednoduchý hrozen. Klásky jsou zboku smáčklé, vícekvěté (3-16 květů). Vřeteno klásku je za plodu rozpadavé. Na bázi klásku jsou 2 plevy, které jsou nestejné nebo stejné, bez osin. Pluchy jsou bez osin, vejčitě až podlouhle kopinaté, zašpičatělé nebo tupé, někdy na vrcholu 3-5 zubé. Plušky jsou dvoukýlné, bez osin, zpravidla stejně dlouhé jako pluchy. Plodem je obilka, která není okoralá. Celkově je známo asi 40 druhů, které najdeme na vhodných místech téměř po celém světě, místy i adventivně.

## Druhy rostoucí v Česku
V České republice můžeme ve volné přírodě potkat 6 druhů z rodu zblochan. Jedná se o vlhkomilné až mokřadní trávy. Nápadným a dobře odlišitelným druhem je zblochan vodní (Glyceria maxima, syn. Glyceria aquatica auct.). Je to druh silně podmáčených míst nižších poloh a tvoří často monodominantní porosty. Běžným mokřadním druhem je také zblochan vzplývavý (Glyceria fluitans). Na vápnitějších substrátech je častý rovněž zblochan řasnatý (Glyceria notata, syn. Glyceria plicata), který se liší od zblochanu vzplývavého mimo jiné kratšími pluchami. Podobný zblochan hajní (Glyceria nemoralis) je vzácný druh lesních pramenišť, častěji ho můžeme potkat jen v moravských Karpatech. Na vlhkých místech a v kalužích roste zblochan zoubkatý (Glyceria declinata), který je nápadný výrazně zubatým vrcholem pluch. Roste spíše v oceanicky laděných územích, naopak třeba na jižní a jihovýchodní Moravě je velmi vzácný. Nedávno objeveným druhem, původně ze Severní Ameriky, je zblochan žíhaný (Glyceria striata). Byl nalezen zavlečený v okolí Vsetína. Občas můžeme najít i křížence Glyceria ×pedicellata, který vznikl zkřížením zblochanu vzplývavého a zblochanu řasnatého.
Zblochan vzplývavý (Glyceria fluitans) byl lokálně znám jako polská nebo pruská mana. Místní obyvatelé ve Východním Prusku, Slezsku a Polsku nazývali manou omleté obilky, z nichž si připravovali rozmanité pokrmy.